# Gare de Tajimi
La gare de Tajimi (多治見駅, Tajimi-eki) est une gare ferroviaire de la ville de Tajimi, dans la préfecture de Gifu au Japon. Elle est exploitée par la compagnie JR Central.

## Situation ferroviaire
La gare de Tajimi est située au point kilométrique (PK) 360,7 de la ligne principale Chūō. Elle marque le début de la ligne Taita.

## Historique
La gare de Tajimi a été inaugurée le 27 juillet 1900.

## Service des voyageurs

### Accueil
La gare dispose d'un bâtiment voyageurs, avec guichets, ouvert tous les jours.

### Desserte
- Ligne principale Chūō :
  - voies 1, 2 et 4 : direction Nagoya
  - voies 3 et 4 : direction Nakatsugawa, Shiojiri et Nagano
- Ligne Taita :
  - voie 5 : direction Mino-Ōta